# Krzysztof Nazar
Krzysztof Nazar (ur. 20 stycznia 1949 w Krakowie, zm. 3 lipca 2013 tamże) – polski reżyser teatralny, telewizyjny i operowy. Studiował na wydziale polonistyki UJ, następnie na wydziale reżyserii Państwowej Wyższej Szkole Filmowej, Telewizyjnej i Teatralnej im. Leona Schillera w Łodzi, który ukończył w 1976 roku. W latach 1995 – 2000 dyrektor artystyczny gdańskiego Teatru Wybrzeże. Twórca dziesięciu spektakli Teatru Telewizji, z których dwa znalazły się w "Złotej setce teatru telewizji" (Sen Srebrny Salomei oraz Ksiądz Marek), a także kilkunastu przedstawień teatralnych i operowych. Jest również autorem tomu prozy "Laska Pana Oramusa" (2004).

## Twórczość

### Spektakle teatru telewizji[4]
- Pamiętniki Adama i Ewy (Mark Twain) – adaptacja i reżyseria (1986)
- Mistrz sądu ostatecznego (Leo Perutz) – scenariusz i reżyseria (1987)
- Umarli ze Spoon River (Edgar Lee Masters) – reżyseria (1987)
- Makbet (William Shakespeare) – reżyseria (1988)
- Nigdy więcej (John Whiting) – reżyseria (1990)
- Polowanie na karaluchy (Janusz Głowacki) – reżyseria (1992)
- Mizantrop (Mollière) – reżyseria (1994)
- Sen srebrny Salomei (Juliusz Słowacki) – reżyseria (1995)
- Urodziny (Elżbieta Wojnarowska) – reżyseria (1996)
- Ksiądz Marek (Juliusz Słowacki) – reżyseria (1998)

### Spektakle teatralne[4]
- Drzewo (Wiesław Myśliwski) –  adaptacja, reżyseria (Teatr Nowy, Poznań 1989)
- Król umiera czyli Ceremonie (Eugène Ionesco) – reżyseria (Stary Teatr, Kraków 1991)
- Mizantrop (Molière) – reżyseria (Stary Teatr, Kraków 1992)
- Mein Kampf (George Tabori) – inscenizacja, reżyseria (Teatr Nowy, Poznań 1992)
- Wesele (Stanisław Wyspiański) – inscenizacja, reżyseria (Teatr Powszechny, Warszawa 1995)
- Hamlet, książę Danii (William Shakespeare) – inscenizacja, reżyseria (Teatr Wybrzeże, Gdańsk 1996)
- Pokojówki (Jean Genet) – reżyseria ( Teatr Wybrzeże, Gdańsk 1997)
- Marat-Sade  (Peter Weiss) –  adaptacja, reżyseria i inscenizacja (Teatr Wybrzeże, Gdańsk 1998)
- Ryszard III (William Shakespeare) – adaptacja, reżyseria, scenografia (Teatr Wybrzeże, Gdańsk 2000)
- Nie-Boska komedia (Zygmunt Krasiński) – adaptacja, reżyseria (Stary Teatr, Kraków 2000)
- Pokojówki (Jean Genet) – inscenizacja, reżyseria (Teatr Nowy, Poznań 2002)
- Płatonow (Antoni Czechow) – opracowanie tekstu, reżyseria (Teatr im. Stefana Jaracza, Olsztyn 2005)

### Przedstawiania operowe[4]
- Ubu Król (Krzysztof Penderecki) – choreografia, inscenizacja, reżyseria, scenografia (Opera Krakowska 1993)
- Czarna Maska (Krzysztof Penderecki) – inscenizacja, reżyseria, ruch sceniczny (Opera Krakowska 1998)
- Dama Pikowa (Piotr Czajkowski) –  inscenizacja, reżyseria, ruchu sceniczny (Opera Krakowska 2008)
- Napój Miłosny (Gaetano Donizetti) – reżyseria (Opera Nova w Bydgoszczy 2009)
- La Gioconda (Amilcare Ponchielli) – inscenizacja, reżyseria (Opera Nova w Bydgoszczy 2010)
- Traviata (Giuseppe Verdi) – inscenizacja, reżyseria (Opera Krakowska 2011)

### Filmy dokumentalne[1]
- Piękna Polska – reżyseria, scenariusz (1979)
- Polska – kraj kongresów – reżyseria, scenariusz (1981)
- Piknik – reżyseria, scenariusz (1981)
- Łańcut – reżyseria, scenariusz (1981)
- Chorał – Reżyseria, scenariusz (1981)
- Bogusławice – reżyseria, scenariusz (1981)

### Serial telewizyjny[1]
- Warto kochać – reżyseria (TVP 2005)

## Życie prywatne
Syn kompozytorki Krystyny Moszumańskiej-Nazar, mąż (do 1989 roku) Joanny Wnuk-Nazarowej